# Red Allen (jazzmusicus)
Henry “Red” Allen, geboren als Henry James Allen, Jr.,  (New Orleans, 7 januari 1908 — New York, 17 april 1967) was een Amerikaans jazzmusicus en een van de belangrijkste trompettisten uit de swing-periode. Hij leidde verschillende kleinere bands en nam behalve trompet ook zangpartijen voor zijn rekening.
Allen Jr. werd in Algiers, een wijk van New Orleans, geboren als zoon van Henry Allen, de leider van de 'Allen Brass'. De jonge Allen speelde ook in het orkest van zijn vader vooraleer hij in 1927 een plaats kreeg in King Olivers big band. In 1927 nam King Oliver hem mee naar New York voor een opname. Hij verving ook zijn bijna naamgenoot Ed Allen bij Clarence Williams. Eens terug in New Orleans, ging  hij ‘s nachts terug spelen in de wijk Storyville en overdag op de boten van de Mississippi (1928-1929). Nadien keerde hij terug naar New York en speelde daar in Luis Russell’s New York band in de periode 1929-1932. Allen maakte deel uit van de bigband van Fletcher Henderson (1933-1934) en van Mills Blue Rhythm Band (1934-1937) voordat hij weer bij Russells band ging spelen. Louis Armstrong begeleidde hij in 1937-1940. Naar aanleiding van een aantal optredens voor de New Yorkse nachtclub Dixieland (1954-1965) begon hij ook regelmatig te zingen. In de latere jaren van zijn carrière (vijftiger en zestiger jaren) kwam zijn naam op de affiches als sideman van Kid Ory, als bandleider van een groep waar ook Coleman Hawkins in speelde, en als mede-bandleider met Pee Wee Russell.
Allen bleef spelen tot aan zijn dood in 1966 ten gevolge van alvleesklierkanker.
Red Allen is weliswaar een leerling van de oudere Louis Armstrong, maar zijn spel is anders dan dat van Satchmo, met een complexer ritme, afwisselende crescendo's en decrescendos, glissando’s en een diversiteit aan klanken en verbuigingen. "Hij is de meest creatieve en avant-gardistische trompettist in New York," aldus Don Ellis. Zijn invloed is duidelijk bij latere trompettisten als Roy Eldridge en Harry Edison.

## Discografie
- World on a String (oorspronkelijk "Ride, Red, Ride in Hi-Fi")
- The College Concert met Pee Wee Russell (Impulse!, 1966)
- Jazz Standards and Warhorses, met Coleman Hawkins, (Jass Records, CD version 1987)

- Biblioteca Nacional de España: XX867094
- Bibliothèque nationale de France: cb13890684b (data)
- Gemeinsame Normdatei: 121953793
- International Standard Name Identifier: 0000 0000 7974 1506
- Library of Congress Control Number: n82020522
- MusicBrainz: 7fdcdee9-c9f8-4cc0-a4b4-ad96aa82fee2
- Nationale Bibliotheek van Tsjechië: jo20241241841
- Nationale Bibliotheek van Israël: 987007384459505171
- Nederlandse Thesaurus van Auteursnamen: 095728082
- Istituto Centrale per il Catalogo Unico: DDSV004207
- SNAC: w66d6dkp
- Système universitaire de documentation: 086232401
- Trove: 1192625
- Virtual International Authority File: 42024426
- WorldCat: E39PBJcgy9PHRkPC33wxcTbcfq